# Oaktree Capital Management
Ne doit pas être confondu avec Oak Investment Partners.
Oaktree Capital Management dit Oaktree est une entreprise de gestion d'actifs spécialisée dans les stratégies d'investissement alternatives. Oaktree, fondée en 1995, est cotée à New York et a son siège social à Los Angeles.
En 2019, le fonds d'investissement canadien Brookfield Asset Management achète plus de 60 % de l'entreprise. Oaktree gère alors environ un portefeuille estimé à 120 milliards de dollars. 
À l'été 2020, Oaktree rachète 80 % des parts du Stade Malherbe Caen, club de football de Ligue 2 qu'il cèdera au fonds d'investissement de Kylian Mbappé en 2024.
En mai 2021, c'est au tour de l'Inter Milan, en proie à de graves problèmes financiers, de contracter un prêt de 275 millions d'euros auprès du fonds d'investissement américain.
Le 22 mai 2024, à la suite du non-remboursement du prêt octroyé par Oaktree à Suning, le fonds d'investissement américain prends le contrôle du club de l'Inter Milan et en devient propriétaire.
Le 28 mai 2024, première visite officielle d'Oaktree au siège de l'Inter Milan. Les lignes directrices qui ressortent de ce "day one", tendent à rendre le club encore plus durable en visant un budget équilibré dans les deux prochaines années.
Le 31 juillet 2024, Kylian Mbappé rachète les 80% des parts du Stade Malherbe Caen via Interconnected Ventures et son entité d'investissement Coalition Capital.